# Hospodine, pomiluj ny

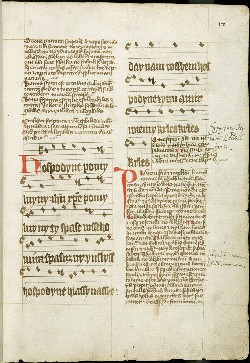
Traktát Jana z Holešova o písni "Hospodine, pomiluj ny". (Opis ze 14. století.) NK ČR, III.D.17

Hospodine, pomiluj ny je nejstarší známá česká píseň. Vznikla zřejmě na přelomu 10. a 11. století. Jedná se o chorál jednoduché formy s 8 verši, bez rýmu a strofického členění. V jednotném kancionále je označena číslem 930.

## Historie
Prapůvod skladby lze vidět ještě v odkazu cyrilometodějského působení a její definitivní verze vznikla v době, kdy staroslověnština zápasila s latinou a přijímala do sebe české prvky. Autorství písně bylo připisováno přímo svatému Vojtěchovi. Ačkoli to nebylo potvrzeno, mohlo tomu tak být, traduje se, že sv. Vojtěch hudbu skládal – v době svého polského pobytu měl prý složit píseň „Bogurodzica“ (Bohorodička), kterou Poláci zpívali jako píseň bojovou. Pravděpodobnější však je, že polská píseň vznikla až ve 13. století.
Píseň „Hospodine pomiluj ny“ je poprvé doložena roku 1055, kdy byla zpívána při volbě knížete Spytihněva II. Nejstarší dochovaný zápis pochází z kroniky břevnovského mnicha Jana z Holešova z roku 1397. Byla zpívána i mimo kostel, zejména při slavnostních příležitostech, i jako píseň válečná. Karel IV. ji zařadil do korunovačního řádu. Mistr Jan Hus ji dával zpívat v Betlémské kapli. Píseň se zpívá dodnes, většinou po bohoslužbách ve znění, které je jen málo změněnou verzí původního textu.

## Text v čestině sestaroslověnskýmiprvky
Hospodine, pomiluj ny!

Jezukriste, pomiluj ny!

Ty, spase všeho mira,

spasiž ny i uslyšiž,

Hospodine, hlasy našě!

Daj nám všěm, Hospodine,

žizn a mír v zemi!

Krleš! Krleš! Krleš!
Vysvětlivky:
- pomiluj ny = smiluj se nad námi
- spase mira = spasiteli světa
- spasiž ny i uslyšiž = spas nás a vyslyš
- žizn = hojnost
- mír = pokoj
- Krleš = Kyrie eleison (Pane, smiluj se)

## Modifikace
Stejně jako v případě Svatováclavského chorálu se tato píseň stala několikrát předlohou pro skladatele vážné hudby. Nejvýznamnějšími jsou:
- šestivětá skladba Miloslava Kabeláče: Proměny I a II chorálu „Hospodine, pomiluj ny“, kde část I byla složena pro pěvecký sbor, část II pak pro klavír a orchestr
- Janáčkovy variace na toto téma Hospodine, pomiluj ny pro smyčcový kvartet a smíšený sbor s doprovodem varhan, harfy, tří trubek, čtyř trombónů a tuby
- Dvořákovo využití skladby v třetí části oratoria Svatá Ludmila v podobě slavnostního pochodu a závěrečné fugy[1]